# 东革
东革（又译丹革）是馬來西亞沙巴州山打根省东革县的首府。據統計，2000年時，东革的人口約有23730人，到了2010年，东革的人口增加至36192人，在這十年之間，东革的人口成長幅度達到了34.43%。